# Рашутин, Григорий Дмитриевич
Григорий Дмитриевич Рашутин (1908—1994) — участник Великой Отечественной войны, командир 667-го стрелкового полка (218-я стрелковая дивизия, 47-я армия, Воронежский фронт), майор. Герой Советского Союза (1943).

## Биография

Могила Рашутина на Северном кладбище Ростова-на-Дону.

Родился 14 ноября 1908 года на хуторе Калач-на-Дону (ныне город Волгоградской области) в семье рабочего. Русский.
Окончил 7 классов. Работал слесарем-модельщиком на заводе «Красный Аксай» в Ростове-на-Дону. В Красной Армии служил в 1931—1939 годах и с 1941 года. Член ВКП(б)/КПСС с 1939 года. Окончил КУКС (Курсы усовершенствования командирского состава).
Участник Великой Отечественной войны с июня 1941 года. 667-й стрелковый полк (218-я стрелковая дивизия, 47-я армия, Воронежский фронт) под командованием майора Рашутина в ночь на 25 сентября 1943 года форсировал Днепр у села Пекари (Каневский район Черкасской области Украины), захватил плацдарм на правом берегу и удерживал его до подхода главных сил дивизии. Полк отбил многочисленные контратаки противника. Командир полка, будучи раненным, остался в строю.
С 1945 года подполковник Рашутин — в запасе. Вернулся в Ростов-на-Дону на свой родной завод.
Умер 19 декабря 1994 года, похоронен в Ростове-на-Дону.

## Награды
- Указом Президиума Верховного Совета СССР от 25 октября 1943 года присвоено звание Героя Советского Союза с вручением ордена Ленина и медали «Золотая Звезда» (№ 3178)[2].
- Награждён орденами Красного Знамени, Отечественной войны 1 и 2 степеней, а также медалями.

## Память
- Школе № 8 Пролетарского района Ростова-на-Дону присвоили имя Г. Д. Рашутина[3][4]